# Lorenzo Gelati
Lorenzo Gelati (né en 1824 à Florence, où il est mort en 1895) est un peintre italien de tendance macchiaiolo du XIXe siècle.

## Biographie
Lorenzo Gelati vers 1850 fréquente le Caffè Michelangiolo sans être un membre attitré des artistes macchiaioli. Vers la fin de 1852, il en décore les salles destinées aux artistes avec deux peintures murales, Tramonto (coucher de soleil) et Ruderi con la luna (Ruines avec la lune). Ses compositions se rapprochent de celles de Odoardo Borrani au point que certains ontattribué à ce dernier certains tableaux de Gelati. Dans la période 1861 - 1867, il se rend régulièrement à Castiglioncello dont il depeint de nombreuses vues. 

## Œuvres
- Veduta del Valdarno superiore (1850)
- Ponte rosso con effetto di lume (1850)
- Interno di castello nel Medioevo (intérieur de château du Moyen Âge) (1858)